# Вацлав Застжежинський
Вацлав Застжежинський (пол. Wacław Zastrzeżyński; 22 березня 1900, Вільнюс — 22 листопада 1959, Катовіце) — польський актор театру і кіно.

## Біографія
Навчався акторській майстерності в Познані, де дебютував у 1923 році в місцевому Польському театрі. У наступні роки виступав у Бидгощі (1924—1925, 1926—1927), Катовіце (польський театр 1925—1926, 1929—1931), Лодзі (1927—1928), Варшаві (театр Атенеум 1928—1929), Вільнюсі (1931—1932, 1934—1941) і Кракові (театр Юліуша Словацького, 1932—1934).
Під час Другої світової війни був в'язнем концтабору в Штуттгофі. Після звільнення в 1945—1947 роках працював у Ґдині (Театр комедії, Драматичний театр військово-морського флоту), а потім переїхав до Катовіце, де виступав у місцевому Театрі імені Станіслав Виспянського.

## Фільмографія
- 1953 — Погоня (фільм) — Мухай
- 1958 — Попіл і діамант  — Щука, воєводський секретар Польської робітничої партії.